# Hôtel de ville de Baeza
La Casa consistorial de Baeza est l'hôtel de ville de la ville andalouse de Baeza, située dans la province de Jaén (Espagne). En face se trouve la maison qu'a habité avec sa mère le poète Antonio Machado. Elle fait partie de l'ensemble monumental renaissance de Baeza, qui avec celui d'Úbeda a été déclaré Patrimoine de l'Humanité par l'Unesco en 2003.
La façade est de style plateresque. Le bâtiment a été restauré pour la dernière fois en 2011.

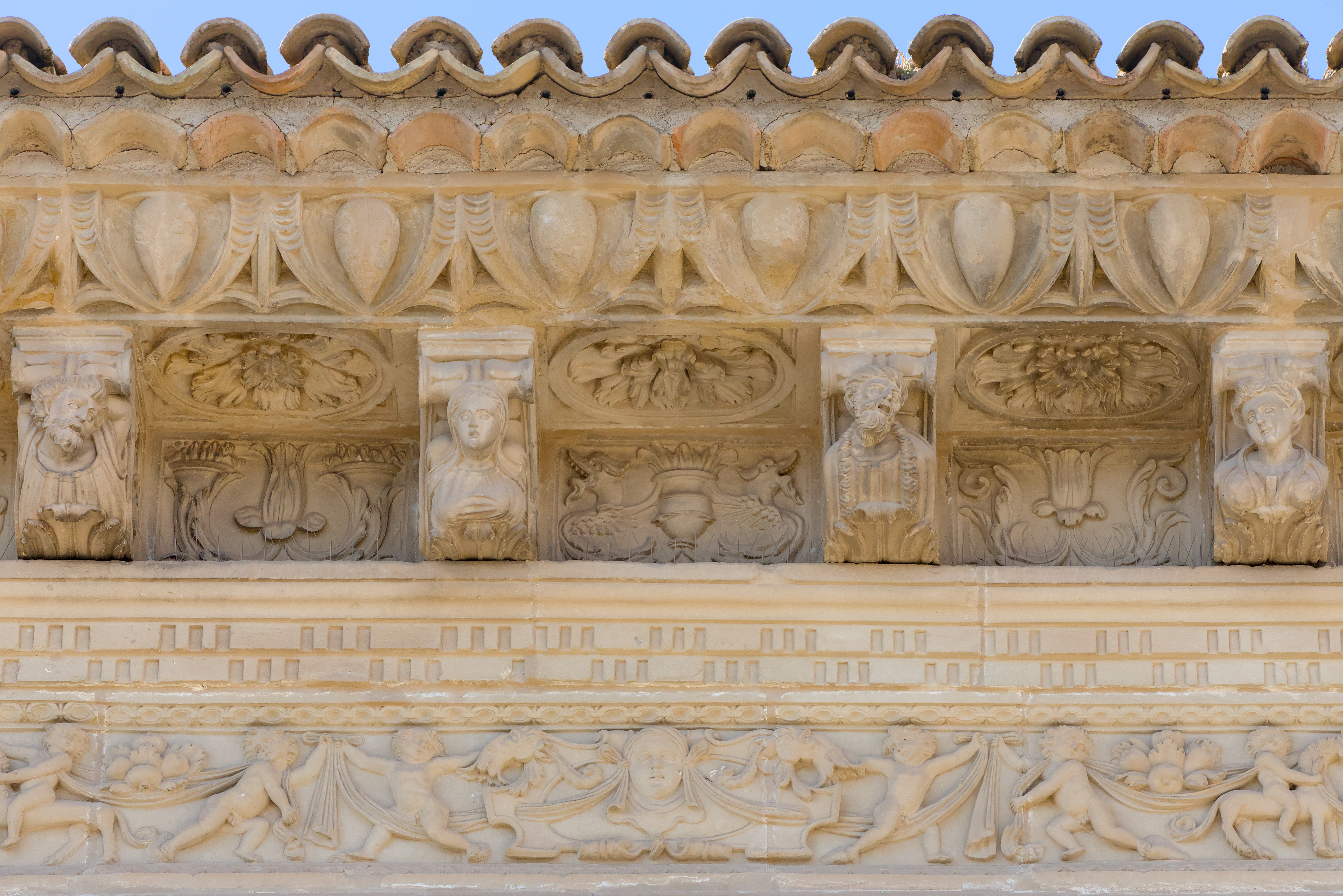
Détails de la façade.
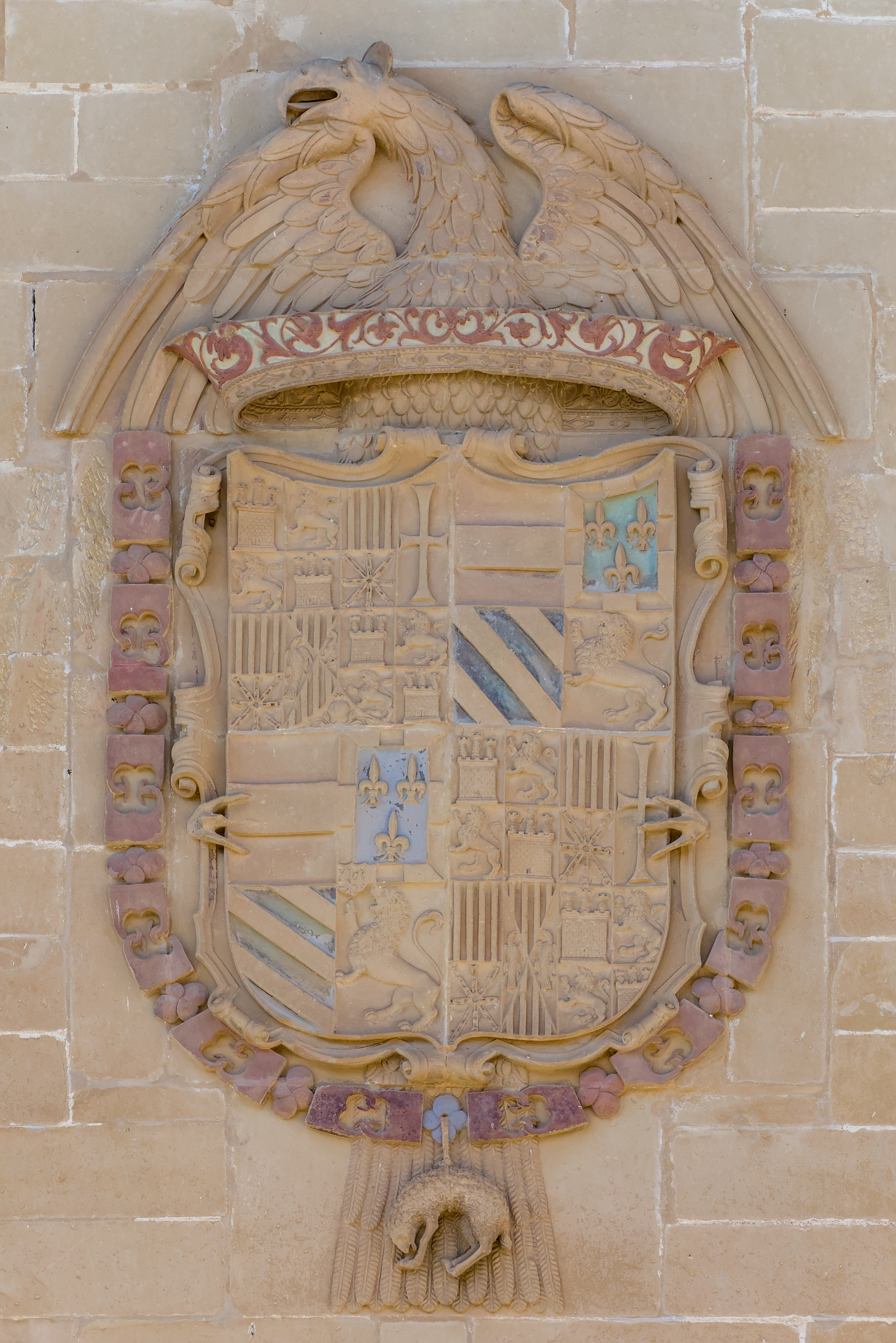
Blason sculpté sur la façade.

## Source de traduction
- (es) Cet article est partiellement ou en totalité issu de l’article de Wikipédia en espagnol intitulé « Casa consistorial de Baeza » (voir la liste des auteurs).